# Megalurulus mariei
Megalurulus mariei е вид птица от семейство Locustellidae.

## Разпространение
Видът е разпространен в Нова Каледония.